# Plietnitz (Fluss)
Die Plietnitz (polnisch  Plitnica, früher Płytnica) ist ein rechter Nebenfluss der Gwda (Küddow auch Küdde),  eines rechten Nebenflusses der in die Warthe mündenden Netze in  der polnischen Woiwodschaft Großpolen. 
|  |